# Форма Кіллінга
Форма Кіллінга — симетрична білінійна форма на алгебрі Лі певного типу.

## Визначення
Нехай {\displaystyle {\mathfrak {g}}} — скінченновимірна алгебра Лі над полем {\displaystyle K}.
Кожен елемент {\displaystyle x} з {\displaystyle {\mathfrak {g}}} визначає ендоморфізм {\displaystyle \mathrm {ad} _{x}\colon {\mathfrak {g}}\to {\mathfrak {g}}}
{\displaystyle \mathrm {ad} _{x}\colon z\mapsto [x,z],}
де {\displaystyle [{*},{*}]} — дужка Лі.
Тоді слід композиції таких ендоморфізмів визначає симетричну білінійну форму
{\displaystyle B(x,y)=\mathrm {trace} (\mathrm {ad} _{x}\circ \mathrm {ad} _{y})}
зі значеннями в полі {\displaystyle K}.
Ця форма {\displaystyle B} називається формою Кіллінга на {\displaystyle {\mathfrak {g}}}.

## Властивості
- Форма Кіллінга є білінійною і симетричною.

Білінійність випливає з того, що {\displaystyle [x+y,z]=[x,z]+[y,z]} і, відповідно {\displaystyle \mathrm {ad} _{x+y}=\mathrm {ad} _{x}+\mathrm {ad} _{y}}, а також з того що {\displaystyle \mathrm {trace} ((A+B)\circ C)=\mathrm {trace} (A\circ C)+\mathrm {trace} (B\circ C)} і  {\displaystyle \mathrm {trace} (A\circ (B+C))=\mathrm {trace} (A\circ B)+\mathrm {trace} (A\circ C),} для довільних ендоморфізмів A, B, C.
Симетричність випливає з того, що {\displaystyle \mathrm {trace} (A\circ B)=\mathrm {trace} (B\circ A)} для довільних ендоморфізмів A, B.
- Форма Кіллінга є інваріантною формою, тобто
{\displaystyle B([x,y],z)=B(x,[y,z]),}

Де {\displaystyle [{*},{*}]} — дужка Лі.
З визначень і рівності Якобі одержується рівність {\displaystyle \mathrm {ad} _{[x,y]}(z)=[[x,y],z]=[x,[y,z]]-[y,[x,z]]=\mathrm {ad} _{x}\circ \mathrm {ad} _{y}(z)-\mathrm {ad} _{y}\circ \mathrm {ad} _{x}(z)}
Звідси {\displaystyle B([x,y],z)=\mathrm {trace} (\mathrm {ad} _{x}\circ \mathrm {ad} _{y}\circ \mathrm {ad} _{z})-\mathrm {trace} (\mathrm {ad} _{y}\circ \mathrm {ad} _{x}\circ \mathrm {ad} _{z})=\mathrm {trace} (\mathrm {ad} _{x}\circ \mathrm {ad} _{y}\circ \mathrm {ad} _{z})-\mathrm {trace} (\mathrm {ad} _{x}\circ \mathrm {ad} _{z}\circ \mathrm {ad} _{y})=B(x,[y,z]).}
- Якщо {\displaystyle {\mathfrak {g}}} є простою алгеброю Лі, то будь-яка інваріантна симетрична білінійна форма на {\displaystyle {\mathfrak {g}}} пропорційна формі Кіллінга.
- Форма Кіллінга також є інваріантною щодо автоморфізмів алгебри Лі, тобто
{\displaystyle B(\phi (x),\phi (y))=B(x,y)}

Де {\displaystyle \phi \in Aut({\mathfrak {g}})}.
* Зокрема, лівоінваріантне поле форм на відповідній групі Лі, що збігається з {\displaystyle B} в одиниці, є також правоінваріантним, і відповідно біінваріантним.
З визначення автоморфізмів алгебр Лі {\displaystyle \phi \circ \mathrm {ad} _{x}=\mathrm {ad} _{\phi (x)}\circ \phi } і відповідно {\displaystyle \mathrm {ad} _{\phi (x)}=\phi \circ \mathrm {ad} _{x}\circ \phi ^{-1}.} З інваріантності сліду для подібних ендоморфізмів одержується інваріантність форми Кіллінга.
- Згідно критерію Картана, алгебра Лі є напівпростою тоді і тільки тоді, коли її форма Кіллінга є невиродженою.
- Форма Кіллінга нільпотентної алгебри є тотожним нулем. Більш загально через форму Кілліна також можна дати означення розв'язної алгебри Лі.
- Якщо {\displaystyle I} і {\displaystyle J} — два ідеали в алгебрі Лі {\displaystyle {\mathfrak {g}}} з нульовим перетином, тоді {\displaystyle I} і {\displaystyle J} утворюють ортогональні підпростори по відношенню до форми Кіллінга.
- Ортогональне доповнення щодо ідеалу по відношенню до форми Кіллінга також є ідеалом.
- Якщо алгебра Лі є прямою сумою своїх ідеалів, то її форма Кіллінга є прямою сумою форм Кіллінга на окремих доданків.